# Ernest Gayac
Ernest Gailhac (1869-1942), dit Ernest Gayac ou Gayac, est un caricaturiste, dessinateur, illustrateur et graveur français né et mort à Bordeaux.

## Biographie
Originaire de Bordeaux, après avoir obtenu le grade de sous-lieutenant à Saint-Cyr, il renonce à une carrière militaire et se consacre à son art. Il s'installe d'abord à Montmartre où il fréquente le milieu des dessinateurs burlesques et anarchistes, parmi lesquels Jean-Louis Forain, Caran d'Ache et Adolphe Léon Willette. Désargenté, il revient dans le sud-ouest à Guéthary, puis retourne à Bordeaux où il meurt dans l'oubli.
C'était un ami de jeunesse d'Alexis Leger (dit Saint-John Perse),.
Il est l'auteur de nombreux dessins et eaux-fortes de style grotesque et d'inspiration fantastique, figurant des nains, gnomes, monstres et sorcières.
Il produisit entre autres des séries de cartes postales illustrées de danseuses et d'expressions féminines sous la forme de dessins au trait. 

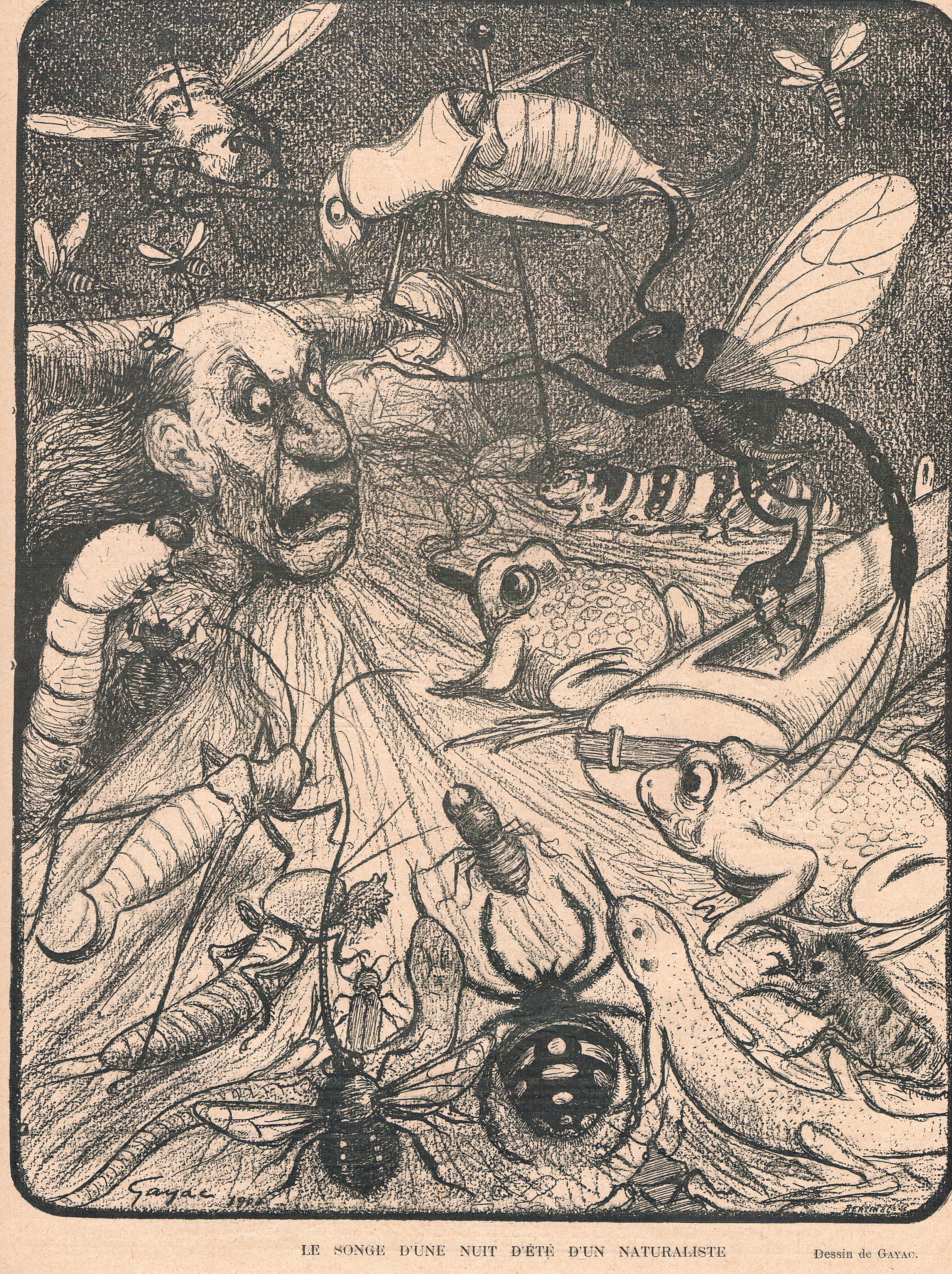
Dessin au crayon d'Ernest Gayac, Le Songe d'une nuit d'été d'un naturaliste, reproduit dans Le Rire, 9 juin 1900.
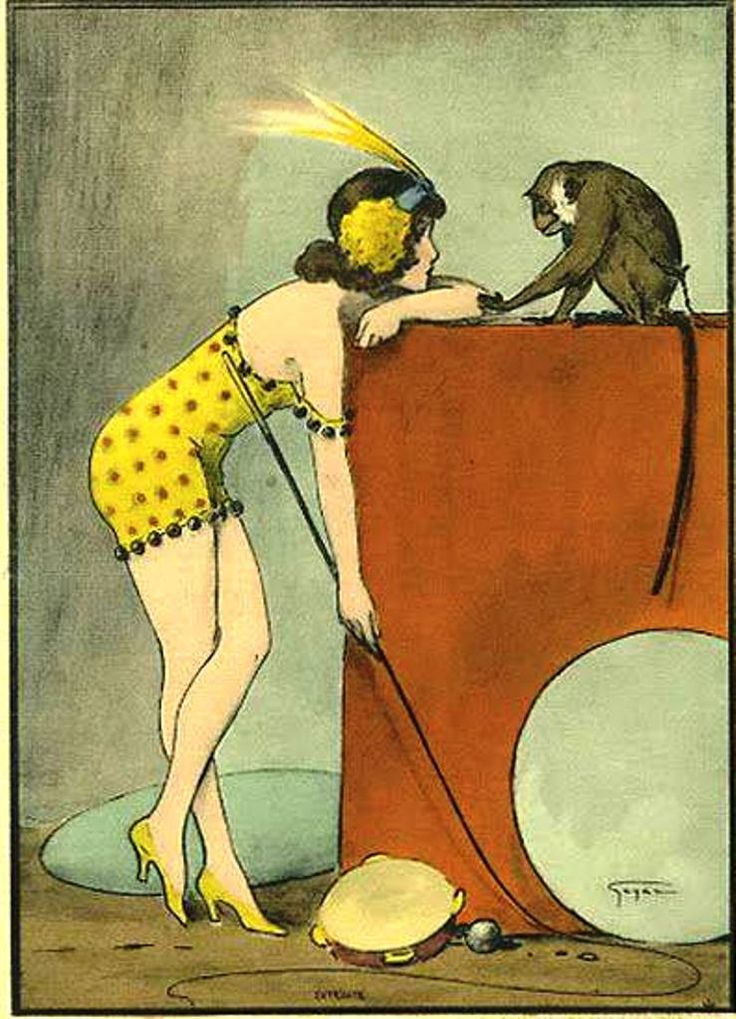
Entr'acte ou La Dompteuse et le Singe.